# Anchon aquilum
Anchon aquilum är en insektsart som beskrevs av Capener 1972. Anchon aquilum ingår i släktet Anchon och familjen hornstritar. Inga underarter finns listade i Catalogue of Life.